# Jan Kidawa-Błoński

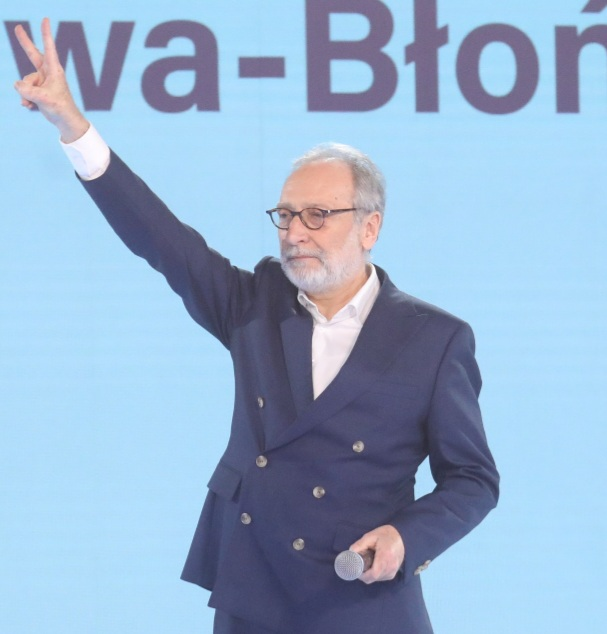
Jan Kidawa-Błoński

Jan Kidawa-Błoński (* 12. Februar 1953 in Chorzów) ist ein polnischer Filmregisseur und Filmproduzent.
Jan Kidawa-Błoński studierte Architektur an der Schlesischen Technischen Universität in Gliwice und begann anschließend ein Filmstudium an der Filmhochschule Łódź, das er 1980 abschloss. Sein Spielfilmdebüt Trzy stopy nad ziemią entstand 1984 und wurde auf regionalen polnischen Festivals mehrfach ausgezeichnet.
Von 1982 bis zur Auflösung 1991 gehörte Kidawa-Błoński der Filmproduktionsgesellschaft Silesia an. Seit 1991 ist er Geschäftsführer der Produktionsfirma Gambit, die Spielfilme, Dokumentarfilme, Werbefilme und Fernsehprogramme produziert. Sein größter Erfolg war seitdem der Film Skazany na bluesa über die polnische Rockband Dżem. Der Film gewann 2005 den Publikumspreis beim Polnischen Filmfestival Gdynia. Kidawa-Błoński ist mit der Senatorin der Bürgerplattform und Oberhauspräsidentin (früher auch Sejm-Abgeordneten und Unterhauspräsidentin) Małgorzata Kidawa-Błońska verheiratet. 2010 gewann er den Hauptpreis beim Polnischen Filmfestival Gdynia für seinen Film Różyczka.

## Filmographie
- 1984: Trzy stopy nad ziemią
- 1988: Męskie sprawy
- 1992: Pamiętnik znaleziony w garbie
- 1996: Wirus
- 2005: Skazany na bluesa
- 2010: Różyczka